# Transat anglaise 1968
Navigation
Édition précédente Édition suivante
La Transat anglaise 1968 (Observer Single-handed Trans-Atlantic Race 1968) est la troisième édition de la Transat anglaise. 
L'édition 1968 voit l'apparition de l'assistance météo dont bénéficia le britannique Geoffrey Williams. Cette assistance fut décisive dans son succès en lui permettant de contourner par le Nord une grosse dépression avec des vents de 60 nœuds. Cette victoire prêta également à controverse en raison du non-respect par Williams d'un point de passage (les instructions de course précisaient passer au sud de « Nantucket », au lieu du sud de « Nantucket lights ») qui aurait pu lui occasionner 12 heures de pénalité. Mais même s'il avait été pénalisé, Williams aurait quand même gagné la course.
À noter l'abandon d'Éric Tabarly sur le trimaran Pen Duick IV à la suite d'une collision, et l'apparition sur le podium d'un multicoque inattendu, Cheers, un prao dessiné par Dick Newick, encore peu connu.

## Classement
Classement de la course, :
| Pos. | Skipper                 | Bateau               | Type      | LOA        | Temps                                      |
| ---- | ----------------------- | -------------------- | --------- | ---------- | ------------------------------------------ |
| 1    | Geoffrey Williams       | Sir Thomas Lipton    | monocoque | 57 pieds   | 25 j 20 h 33 min                           |
| 2    | Bruce Dalling           | Voortrekker          | monocoque | 50 pieds   | 26 j 13 h 42 min                           |
| 3    | Tom Follet              | Cheers               | prao      | 40 pieds   | 27 j 00 h 13 min                           |
| 4    | Leslie Williams         | Spirit of Cutty Sark | monocoque | 53 pieds   | 29 j 10 h 17 min                           |
| 5    | Bill Howell             | Golden Cockerel      | catamaran | 42,5 pieds | 31 j 16 h 24 min                           |
| 6    | Brian Cooke             | Opus                 | monocoque | 32 pieds   | 34 j 08 h 23 min                           |
| 7    | Martin Minter-Kemp      | Gancia Girl          | trimaran  | 42 pieds   | 34 j 13 h 15 min                           |
| 8    | N.T.J. Bevan            | Myth of Malham       | monocoque | 40 pieds   | 36 j 01 h 41 min                           |
| 9    | Bertrand de Castelbajac | Maxime               | monocoque | 34,5 pieds | 37 j 13 h 47 min                           |
| 10   | Jean-Yves Terlain       | Maguelonne           | monocoque | 35 pieds   | 38 j 09 h 10 min                           |
| 11   | Nigel Burgess           | Dog Watch            | monocoque | 27 pieds   | 38 j 12 h 18 min                           |
| 12   | André Foezon            | Sylvia II            | monocoque | 36 pieds   | 40 j 00 h 16 min                           |
| 13   | Bertil Enbom            | Fione                | monocoque | 20 pieds   | 40 j 14 h 13 min                           |
| 14   | Claus Hehner            | Mex                  | monocoque | 37 pieds   | 41 j 10 h 46 min                           |
| 15   | Stephen Packenham       | Rob Roy              | monocoque | 32,5 pieds | 42 j 03 h 49 min                           |
| 16   | Colin Forbes            | Startled Faun        | trimaran  | 33 pieds   | 45 j 10 h 08 min                           |
| 17   | Bernard Rodriguez       | Amistad              | trimaran  | 25 pieds   | 47 j 18 h 05 min                           |
| 18   | Michael Richey          | Jester               | monocoque | 26 pieds   | 57 j 10 h 40 min                           |
| Dsq. | Ake Mattsson            | Goodwin II           | monocoque | 19,5 pieds | ?                                          |
| Abd. | Éric Tabarly            | Pen Duick IV         | trimaran  | 67 pieds   | collision avec un cargo et panne de pilote |
| Abd. | Eric Willis             | Coila                | trimaran  | 50 pieds   | ?                                          |
| Abd. | Alex Carozzo            | San Giorgio          | catamaran | 53 pieds   | avarie de gouvernail                       |
| Abd. | David Pyle              | Atlantis III         | monocoque | 26,5 pieds | voiles déchirées                           |
| Abd. | William Wallin          | Wileca               | monocoque | 27 pieds   | ?                                          |
| Abd. | Bernard Waquet          | Tamoure              | trimaran  | 26 pieds   | retrait volontaire                         |
| Abd. | Edith Bauman            | Koala III            | trimaran  | 39,5 pieds | avarie de flotteur                         |
| Abd. | Robert Wingate          | Zeevalk              | monocoque | 39,5 pieds | problème de pilote                         |
| Abd. | Mike Pulsford           | White Ghost          | trimaran  | 34 pieds   | avarie de flotteur et de gouvernail        |
| Abd. | Egon Heinemann          | Aye-Aye              | monocoque | 33 pieds   | problème de pilote                         |
| Abd. | Guy Piazzini            | Guntur III           | monocoque | 41 pieds   | raccord de pied de mât cassé               |
| Abd. | Sandy Munro             | Ocean Highlander     | catamaran | 45 pieds   | démâtage                                   |
| Abd. | Lionel Paillard         | La Délirante         | monocoque | 36 pieds   | démâtage                                   |
| Abd. | Marc Cuiklinski         | Ambrima              | monocoque | 37 pieds   | avarie de coque puis démâtage              |
| Abd. | Joan de Kat             | Yaksha               | trimaran  | 50 pieds   | démantèlement et naufrage                  |
| Abd. | Alain Gliksman          | Raph                 | monocoque | 58 pieds   | avarie de gouvernail                       |